# NGC 2262
NGC 2262 ist ein offener Sternhaufen im Sternbild Einhorn mit einem Durchmesser von 4 Bogenminuten und einer scheinbaren Helligkeit von 11,3 mag. Der Sternhaufen wurde am 27. Dezember 1786 von dem deutsch-britischen Astronomen Wilhelm Herschel entdeckt.